# Projet Pyramid Rover
Le Projet Pyramid Rover, doit son nom à un robot plus maniable que celui du projet Upuaut destiné à explorer les conduits dits « d'aérations » de la pyramide de Khéops. Le précédent projet révéla un énigmatique bloc obstruant le conduit sud tandis que le conduit nord restait inexploré. Le directeur du Conseil suprême des Antiquités égyptiennes, Zahi Hawass, donna une suite à l'aventure en faisant appel à la National Geographic Society qui finança le nouveau projet et mit au point un autre robot plus maniable baptisé « Pyramid Rover ».
L'exploration se fit le 17 septembre 2002 et, fait nouveau, fut restransmise en direct devant les caméras du monde entier. Le robot perça un petit trou de trois millimètres de diamètre à travers la porte du conduit sud pour ne révéler, vingt et un centimètres derrière celle-ci, qu'un autre bloc de calcaire mais brut de taille.
Le conduit nord put être exploré. Celui-ci suit un tracé permettant de s'élever à travers la pyramide tout en évitant la grande galerie. À quelque 63,40 mètres de la chambre de la reine, se trouve également un bloc obstruant le conduit et muni de deux anses en cuivre similaires à celles du conduit sud. Il est fort probable que le dispositif du conduit nord soit similaire à celui du sud. En 2005, Zahi Hawass annonça vouloir collaborer avec l'université de Singapour afin de percer ce nouveau mystère. Cette même année, son attention se porta sur l'université de Hong Kong. Il semble que ce projet soit finalement interrompu.
La fonction de ces portes fait l'objet de débats : simple cale ? Porte symbolique que doit franchir l'âme du roi (incarnation du pharaon en dieu Râ pour le puits nord, en dieu Horus pour le puits sud) ?

## Filmographie
- (en) Into The Great Pyramid (Les Mystères de la grande pyramide), film produit par la National Geographic Society, 2003